# Petra Starčević
Petra Starčević (ur. 7 maja 1987 w Rijece) – chorwacka biathlonistka.

## Osiągnięcia

### Igrzyska Olimpijskie
| Rok  | Miejsce                  | IN | SP | PU | MS | RL |
| 2006 | Turyn/Cesana San Sicario | 79 | 79 |    |    |    |

### Mistrzostwa Świata
| Rok  | Miejsce    | IN | SP | PU | MS | RL |
| 2005 | Hochfilzen | 90 | 79 |    |    |    |

IN – bieg indywidualny, SP – sprint, PU – bieg pościgowy, MS – bieg ze startu wspólnego, RL – sztafeta